# Calais Southern Cemetery
Calais Southern Cemetery is een Britse militaire begraafplaats met gesneuvelden uit de Eerste- en Tweede Wereldoorlog. De militaire begraafplaats ligt in de gemeentelijke begraafplaats (Cimetière Sud) van de Franse stad Calais. Ze heeft een rechthoekig grondplan met een oppervlakte van ruim 3370 m² en wordt omsloten door een haag. Aan de noordelijke rand staat het Cross of Sacrifice en daartegenover aan de zuidelijke rand staat de Stone of Remembrance geflankeerd door twee schuilhuisjes en een stenen zitbank.
De begraafplaats telt 717  Gemenebestgraven uit de Eerste Wereldoorlog. Daaronder zijn er 642 Britten, 34 Australiërs, 28 Canadezen, 12 Nieuw-Zeelanders en 1 Zuid-Afrikaner. 
Er liggen 224 graven uit de Tweede Wereldoorlog waaronder 56 niet geïdentificeerde. Onder de geïdentificeerde slachtoffers zijn er 163 Britten en 5 Canadezen. 
De militaire graven worden onderhouden door de Commonwealth War Graves Commission. 

## Geschiedenis
In april 1915 werd in Calais het N°6 Base Supply Depot opgericht om de druk op Boulogne-sur-Mer te verlichten en om een basis dichter bij het front te hebben dan Le Havre of Rouen. De basis bleef open tot de laatste troepen van het Gemenebest in maart 1921 Frankrijk verlieten.
Het 30th, 35th en het 38th General Hospital, het No 9 British Red Cross Hospital en het No 10 Canadian Stationary Hospital waren ook in de stad gestationeerd en beschikten over ongeveer 2.500 bedden. Van mei 1915 tot maart 1918 werden de slachtoffers van de Gemenebestlanden begraven in het Calais Southern Cemetery. Wegens plaatsgebrek werd een nieuwe militaire begraafplaats in Les Baraques aangelegd (Les Baraques Military Cemetery). 

## Graven
- J. Pobjoy was een burger die ingelijfd was bij de 1st Army Postal Coy Royal Engineers.

### Onderscheiden militairen
- Charles Edgar Atheling Bredin, majoor bij de Canadian Infantry en Carl Otto von Treunfels majoor bij de Royal Field Artillery werd onderscheiden met de Distinguished Service Order (DSO).
- Desmond Fitzgerald, majoor bij de Irish Guards, Frank Page, kapitein bij het Australian Light Horse en Alexander Martin Lyone onderluitenant bij de Northumberland Fusiliers werden onderscheiden met het Military Cross (MC).
- compagnie sergeant-majoor Herbert Pickard (Lincolnshire Regiment), sergeant Joshua Collins (Royal Berkshire Regiment), sergeant George Tomlinson (Leicestershire Regiment) en soldaat Gordon Smith (West Yorkshire Regiment (Prince of Wales's Own)) werden onderscheiden met de Distinguished Conduct Medal (DCM), laatstgenoemde verwierf ook het Belgische Oorlogskruis.
- kapitein Frank Page (Australian Light Horse), sergeant William Newby Simonds (Royal Garrison Artillery), korporaal Frederick Thomas Cox (Worcestershire Regiment) en soldaat James Clarkson (Grenadier Guards) werden onderscheiden met de Military Medal (MM).

### Aliassen
Volgende militairen dienden onder een alias:
- soldaat Charles Walter Grodner als Charles Walter Lewis bij de Royal Fusiliers.
- soldaat Albert Vernon als Albert Galley bij de King's Own Yorkshire Light Infantry.
- soldaat Edward Morgan Mathias als Edward Morgan Dennis bij de Royal Welsh Fusiliers.
- soldaat John Stedmon als John Geoghegan bij de Royal Dublin Fusiliers.
- sapper D. Coveney als J. Horgan bij de Royal Engineers.

### Minderjarige militairen
- sapper David Crowley (Royal Engineers) was 16 jaar toen hij op 26 mei 1917 sneuvelde.

- volgende militairen waren 17 jaar toen ze sneuvelden:
- soldaat Alfred Newbury, 20 juni 1915 (Lincolnshire Regiment).
- schutter S. Maynard, 21 juni 1915 (Royal Irish Rifles).
- soldaat Matthew Coyle, 31 december 1915 (Coldstream Guards).
- soldaat George Leonard Frederick Edwards, 28 april 1916  (King's Shropshire Light Infantry).
- pionier Edward Henry Filmer Hanson, 28 april 1916 (Royal Engineers).
- schutter Stanley Kemp Lambert, 27 mei 1916 (King's Royal Rifle Corps).